# ドゥーデンホーフェン
ドゥーデンホーフェン (独: Dudenhofen)はドイツ連邦共和国 ラインラント＝プファルツ州ライン＝プファルツ郡にある町村。ドゥーデンホーフェン連合自治体 (独: Verbandsgemeinde Dudenhofen) の行政庁所在地である。
シュパイアーの西約3kmに位置する。